# Hodometer

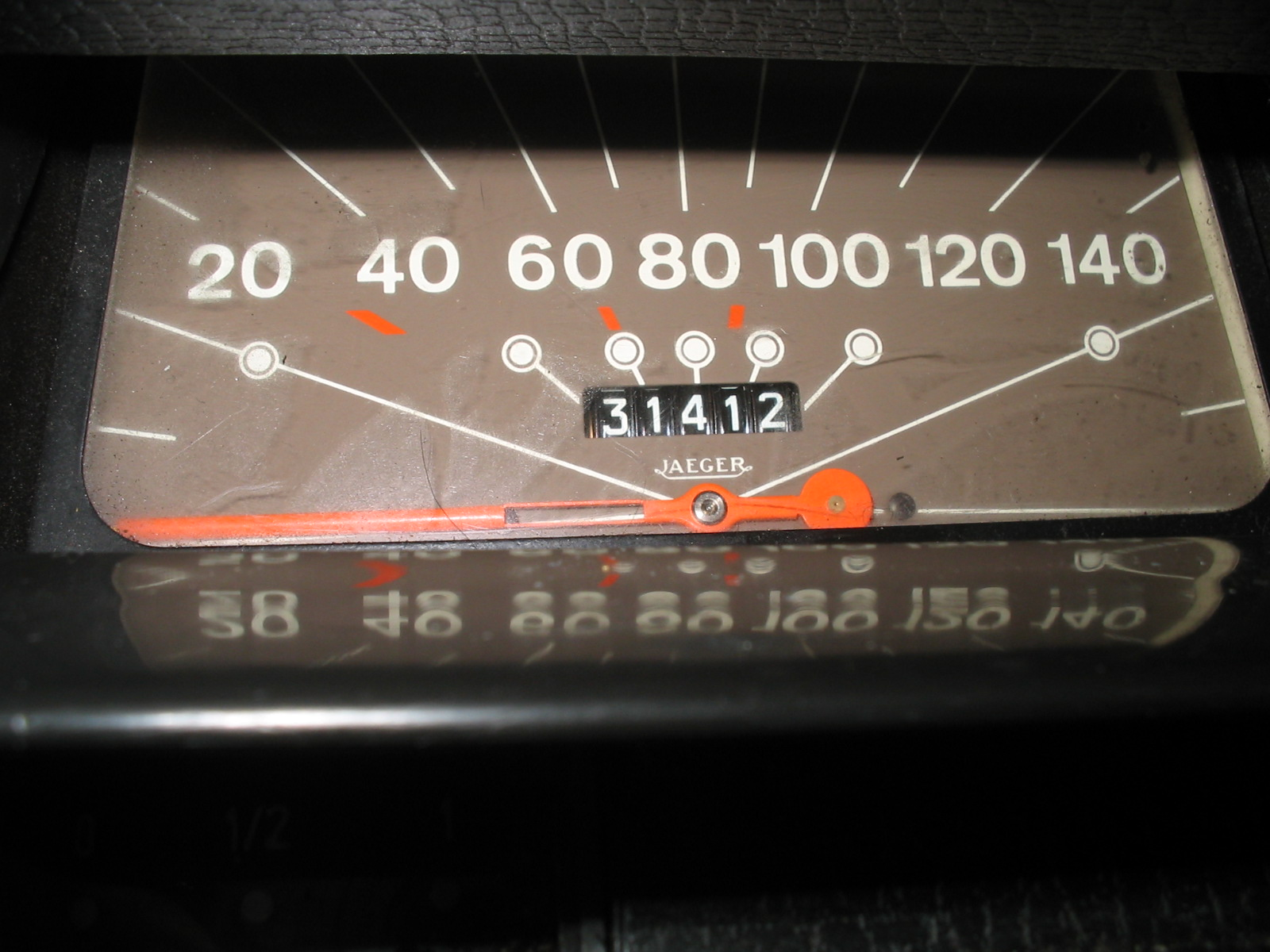
Een mechanische kilometerteller en snelheidswijzer van een Citroën Acadiane

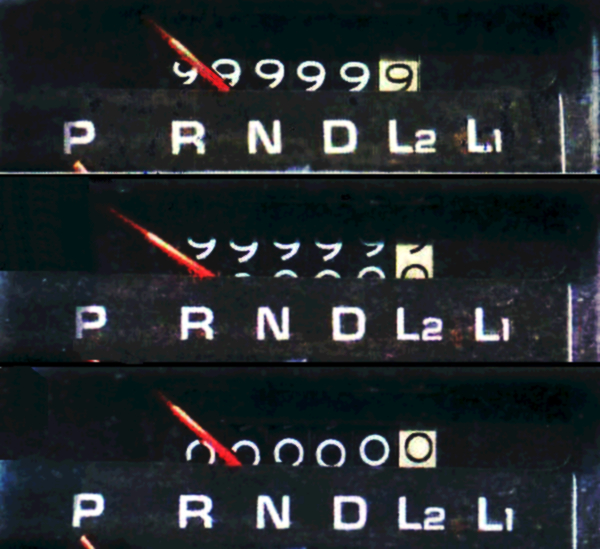
Eenmaal de klok rond: de teller van deze Nova (1976) draait door na 99 999 mijl

Een hodometer (van Oudgrieks ὁδός (hodos) = weg), onder invloed van het Engels ook odometer genoemd, is een apparaat waarmee een afgelegde afstand gemeten wordt. Dit gebeurt in het algemeen door het aantal omwentelingen van een wiel te tellen en dit aantal te vermenigvuldigen met de omtrek van dat wiel.
Een bekende vorm van een hodometer is de kilometerteller zoals die gebruikt wordt in bijvoorbeeld een auto, een motor, een brommer of een fiets. De kilometerstand heeft invloed op de waarde van het voertuig. Er zijn ook hodometers die de te voet afgelegde weg meten (pedometers), of die een route-afstand op een landkaart meten (curvimeter).

## Mechanische kilometerteller
Een mechanische kilometerteller bevat meestal een as met daarop naast elkaar een aantal schijfjes met daarop de cijfers 0 tot en met 9. Hierachter ligt een tweede as met kleine tandwieltjes.
Het meest rechtse schijfje met cijfers wordt rechtstreeks vanuit de wielen via een vertraging rondgedraaid. Elke keer wanneer het cijfer 0 wordt gepasseerd, zorgt een nokje ervoor dat het tandwieltje tussen dat schijfje en het volgende een stukje meedraait en daarbij het eerstvolgende schijfje precies 1 cijfer mee laat draaien.
De overbrenging tussen de wielen en de kilometerteller is gebaseerd op een veronderstelde omtrek van het wiel, en is daarmee bepalend voor de nauwkeurigheid van de kilometerteller. Wanneer de diameter van de wielen veranderd wordt, bijvoorbeeld doordat de eigenaar van de auto een andere maat velgen onder zijn voertuig laat monteren, dient de kilometerteller opnieuw afgesteld te worden, omdat anders de meting niet meer klopt.
Oorspronkelijk had een kilometerteller maar vijf schijfjes; na 99 999 stond de kilometerteller weer op 00 000. Daarom spreekt men nu nog van 'tweemaal de klok rond' als een voertuig meer dan 200 000 kilometer heeft gereden.
De kilometerteller is in de meeste voertuigen uitgebreid met een dagteller.

## Elektronische kilometerteller
Een elektronische kilometerteller is meestal gebaseerd op een magnetische puls. De teller registreert elke keer dat een speciaal bevestigde magneet op een wiel langs de ontvanger beweegt een puls, en vertaalt dat in een wielomwenteling. In tegenstelling tot de mechanische kilometerteller gebeurt de uitlezing meestal niet door middel van de genoemde schijfjes met cijfers, maar door middel van een led-display of een lcd-display.
Navigatieapparaten (gps) kunnen ook de afgelegde weg bijhouden. In deze apparaten gebeurt dat door de wijzigingen in positie bij elkaar op te tellen.

## Stappenteller
Een stappenteller is een apparaat dat bijvoorbeeld door atleten gebruikt wordt om te registreren welke afstand ze gelopen hebben. Het apparaat telt het aantal passen dat de drager maakt, door middel van het registreren van een (meestal op- en neergaande) beweging. Dit aantal wordt vermenigvuldigd met de gemiddelde afstand die per pas wordt afgelegd. Aangezien deze afstand kan verschillen per persoon, dient dit eerst handmatig in de stappenteller te worden ingevoerd. De nauwkeurigheid van de uiteindelijke meting staat of valt met het correct invoeren van de gemiddelde paslengte.

## Kaartroutemeter

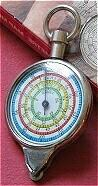
Kaartroutemeter

Een kaartroutemeter of curvimeter is een handzaam apparaat dat over een geplande route van een landkaart wordt bewogen, waarna de werkelijke lengte van de route kan worden afgelezen. De werking van een kaartroutemeter is vergelijkbaar met een kilometerteller: de omwentelingen van een (meet-)wiel worden gemeten, en dit wordt vervolgens vermenigvuldigd met de omtrek van het wiel. De lengte van de afgelegde route wordt afgelezen op een wijzerplaat, waarbij rekening wordt gehouden met de schaal van de gebruikte kaart. Op de wijzerplaat staan meestal diverse schalen afgebeeld. Het is de verantwoordelijkheid van de gebruiker om de juiste schaal af te lezen. Indien niet exact de schaal van de kaart op de kaartroutemeter aanwezig is, kan een schaal gekozen worden die een veelvoud is van de schaal van de kaart; de afgelezen afstand dient dan vermenigvuldigd te worden met dezelfde factor. Modernere kaartroutemeters hebben een elektronisch display, waarbij na de keuze van de gebruikte schaal meteen de afstand wordt afgelezen.

## Geschiedenis
De oudst bekende beschrijving van een hodometer is van Vitruvius tussen 27 en 23 v.Chr. De oorspronkelijke uitvinding kan van Archimedes zijn geweest ten tijde van de eerste Punische Oorlog. Heron van Alexandrië beschrijft een hodometer in hoofdstuk 34 van zijn werk Dioptra. Geheel onafhankelijk daarvan vond in het oude China de geleerde Zhang Heng de hodometer uit.
De werking van de hodometer van Vitruvius en/of Heron is als volgt: Karrewielen van 1,2 m diameter draaien per Romeinse mijl (ca. 1400 meter) 400 maal rond. Een pin op de as draait een tandwiel met 400 tanden per omwenteling 1 stap verder. Dit tandwiel drijft een ander tandwiel aan, met gaten langs de omtrek, waarin steentjes liggen. Deze vallen een voor een in een kistje. Door het aantal steentjes in het kistje te tellen kan de afgelegde afstand worden bepaald. Of dit instrument ook daadwerkelijk is gebouwd wordt betwijfeld. Leonardo da Vinci heeft getracht het volgens de beschrijving na te bouwen en is daar niet in geslaagd. In 1987 lukte het de Nederlandse wetenschapper Andre Wegener Sleeswyk van de Universiteit van Groningen wel, door gebruik te maken van tandwielen zoals aangetroffen in de Antikythera in plaats van een traditioneel tandwiel met pennen.